# Petición de mano (obra de teatro)

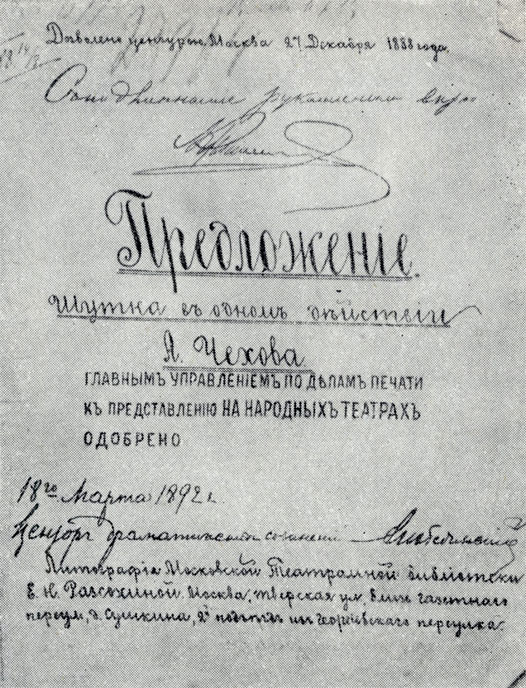
Manuscrito de la obra en su idioma original

Petición de mano o El pedido de mano (ruso: Предложение)  es una obra de teatro en un acto del dramaturgo ruso Antón Chéjov. Se estrenó en San Petersburgo el 12 de abril de 1889.Antón Chejov era un médico,escritor y dramaturgo ruso nació en 1860 y murió en 1904, su estilo se caracterizó por utilizar la cotidianeidad del ser humano para provocar risa por medio de la parodia,la fantasía y el espejismo

## Argumento
Iván A. G. M Lomov le propone matrimonio a Natalia, la hija de veinticinco años de su vecino, el anciano Stepan Stepanovna Chubukov. Tras recibir el consentimiento, Lomov se esfuerza por convencer a la joven, sin embargo el diálogo termina en disputa sobre la propiedad de unos terrenos entre ambas propiedades; Lomov, que es hipocondríaco, comienza a sentir "palpitaciones" y entumecimiento en una pierna. Cuando el padre se da cuenta de que están discutiendo, expulsa a Iván de la casa. Natalia, al enterarse del motivo de la visita, sufre un ataque de nervios y le ruega a Stepan que traiga a Lomov de regreso. Cuando el pretendiente vuelve a la casa, los jóvenes vuelven a discutir, esta vez sobre la superioridad de su respectiva posición social.

## Representaciones en español
La pieza se ha representado sobre los escenarios españoles en diversas ocasiones, entre ellas:
- Teatro de Ensayo Toar, Madrid, 1957
  - Versión: Matías Antolín
  - Intérpretes: Nelia Conjiu, Venancio Muro, José Segura

- Teatro Candilejas, Barcelona, 1959
  - Intérpretes: Amparo Baró, Carlos Ibarzábal, Julián Arguda

- Televisión española, La voz humana, 18 de julio de 1986
  - Dirección: Manuel Aguado
  - Intérpretes: Jaime Blanch, Tina Sáinz, Pedro del Río

- Teatro Mayor, Madrid, 2003
  - Dirección: Roberto Cairo
  - Intérpretes: Roberto Cairo, Ania Iglesias, Paco Ferrer

- Freaks Arts Bar, Alicante, 2013
  - Dirección: Lacaja Teatro
  - Intérpretes: Ricardo Pastor, Miguel Such, Adrián Carratalá, Lex Davies, Kateryna Muzychuk
- Sala Novo de Teatro La Capilla, Ciudad de México, 2024
  - Dirección: Ares González
  - Intérpretes: Metzery Fuentes, Salvador Tejeida, Jorge Ríos